# Черепаха Табаско
Черепаха Табаско (Dermatemys mawii) — єдиний вид черепах роду Мексиканська черепаха родини Мексиканські черепахи. Інша назва «центральноамериканська річкова черепаха».

## Опис
Загальна довжина коливається від 50 до 68 см, вага сягає 20 кг. Голова невелика із загостреною витягнутою мордою. Може повністю втягувати її під панцир. Має великий пластрон, що з'єднаний з карапаксом широкою перетинкою з додаткових підкрайових щитків, а також передні вгнуті хвостові хребці. Потужні лапи мають плавальні перетинки. Забарвлення коричнювате, оливкове з досить темним відтінком.

## Спосіб життя
Практично усе життя проводить у воді. Полюбляє річки, струмки, озера. Харчується рибою, комахами та земноводними.
Самиця відкладає від 6 до 20 яєць.
Місцеві жителі вживають цю черепаху у їжу.

## Розповсюдження
Мешкає у штатах Мексики: Веракрус, Табаско, Чіапас, Кампече, Кінтана-Роо. Зустрічається також у Гватемалі, Белізі та Гондурасі.